# Soncino (Buchdruckerfamilie)

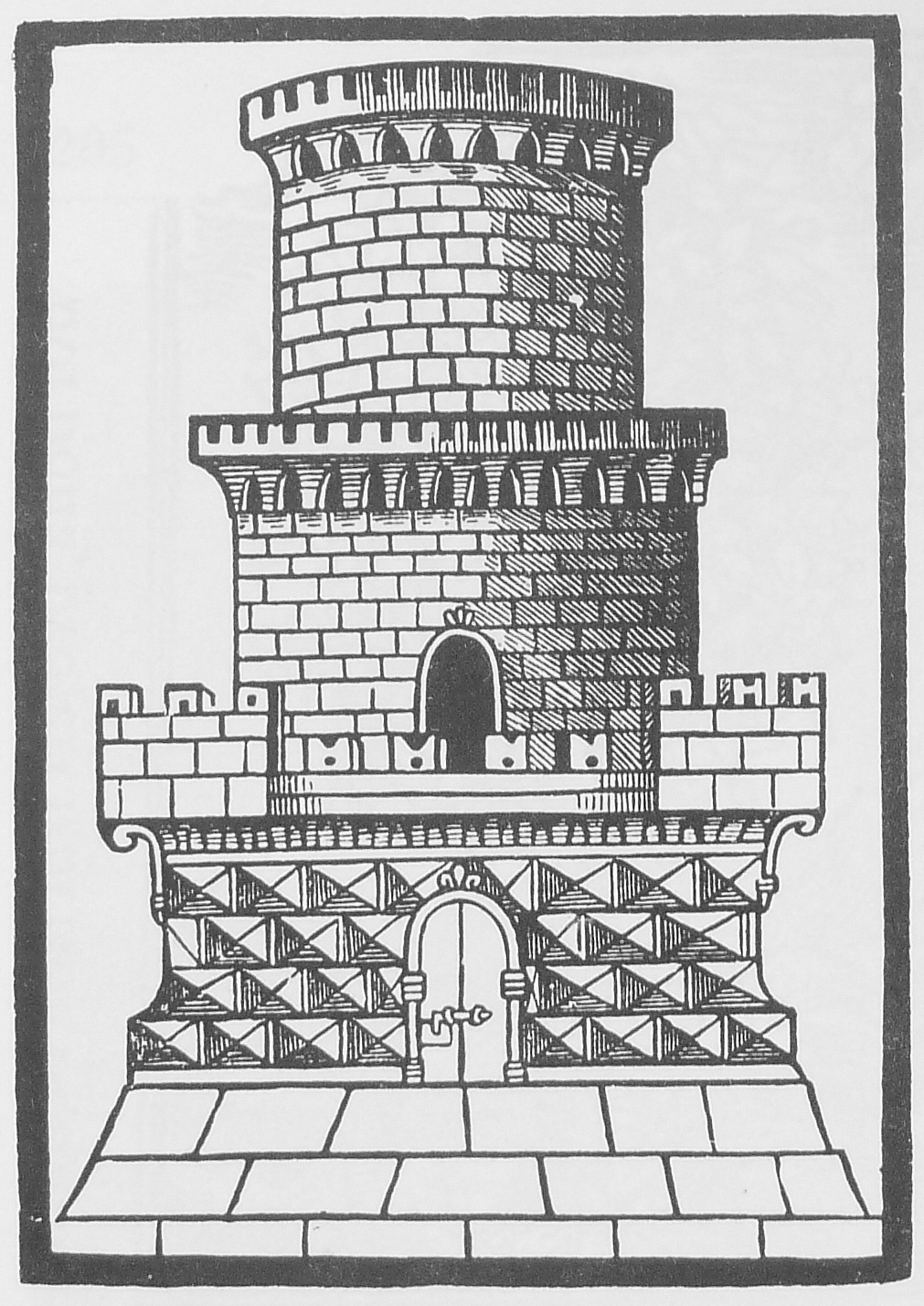
Ein Druckersignet der Soncino-Offizin

Soncino (hebräisch שׂוֹנְצִינוֹ Sōntsīnō) ist der Name einer jüdischen Drucker-Dynastie.
Mehr als ein Drittel aller erhaltenen Inkunabeln in hebräischer Sprache kommen aus Druckereien der Soncino.
Über fünf Generationen und in drei Kontinenten (Europa, Asien und Afrika) produzierten die Soncino hebräische Bücher. Sie  spielten eine bedeutende Rolle in der europäischen und besonders der jüdischen Kulturgeschichte des 15. und 16. Jahrhunderts. Ihre Produkte zeichnen sich aus sowohl durch philologische Verlässlichkeit der Inhalte, als auch durch die  Qualität von Typographie, Materialien,  Illustration und Dekor. Außer hebräischen Texten kommen aus den Soncino-Druckereien Inkunabeln und Frühdrucke in griechischer, lateinischer und italienischer Sprache.

## Herkunft
Die Spuren der Familie reichen zurück nach Speyer. In Urkunden aus Fürth in Süddeutschland wird ein gewisser Moses aus Speyer oder auch Moses de Spira urkundlich erwähnt. Der erste aus der Familie, der als Drucker namentlich genannt wird, ist Israel Nathan Ben Samuel, Vater von Joshua Moses und Großvater des bekanntesten Familienmitglieds Gershon Soncino.
Die Soncino leiten ihren Familiennamen von der kleinen italienischen Stadt Soncino im ehemaligen Herzogtum Mailand ab, in der Gershon Soncino eine Offizin eingerichtet hatte.
In Montefiore, einem Viertel im Bezirk Mitte von Tel Aviv, ehrt der Rechov Sontsino (רְחוֹב שׂוֹנְצִינוֹ) das Andenken der Familie.